# Этолин (остров)
Этолин (англ. Etolin Island) — остров в составе архипелага Александра, вблизи юго-восточного побережья штата Аляска, США.
Расположен между островом Принца Уэльского (на западе) и островом Врангеля (на северо-востоке). Составляет примерно 48 км в длину и 35 км в ширину. Площадь острова — 878,1 км², что делает его 24-м крупнейшим островом США. Население по данным переписи 2000 года составляет всего 15 человек.
Остров был впервые нанесён на карту Джеймсом Джонстоуном в 1793 году, в ходе Ванкуверской экспедиции (англ. Vancouver Expedition) 1791—1795 годов. Он закартировал только юго-западное и восточное побережья, так и не выяснив, что это остров. Изначально остров был назван Герцог Йоркский (англ. Duke of York), однако после продажи Аляски был переименован властями США в Этолин. Своё новое название остров получил в честь Адольфа Этолина — губернатора Русской Америки с 1840 по 1845 годы.
Вся территория острова является частью национального леса Тонгасс.
У юго-восточного побережья острова Этолина расположен остров Браунсон, острова разделены узким проливом Каноэ-Пассадж.